# Слива волосистоплода
Слива волосистоплода, слива пухнатоплода, абрикосослива волосистоплода, абрикосослива пухнатоплода, чорна абрикоса (Prunus × dasycarpa), (китайська: zi xing) є видом дерев. Він належить до роду Prunus родини розових, Трояндових (Rosaceae). Вид був названий Якобом Фрідріхом Ергартом у 1791 році  Бутони червонувато-помаранчеві, а суцвіття білі. Ймовірно, це гібрид P. armeniaca × P. cerasifera (тобто схрещування абрикоса та аличі).  Існують розбіжності щодо того, чи це схрещування, вирощене людьми, чи природне схрещування із Західної Азії.   